# Skowhegan (Maine)
Skowhegan is een (town) in en hoofdplaats van Somerset County, Maine, Verenigde Staten. In 2000 had de plaats een inwonertal van 8824.

## Geboren
- Margaret Chase Smith (1897-1995), republikeins politica

## Foto's

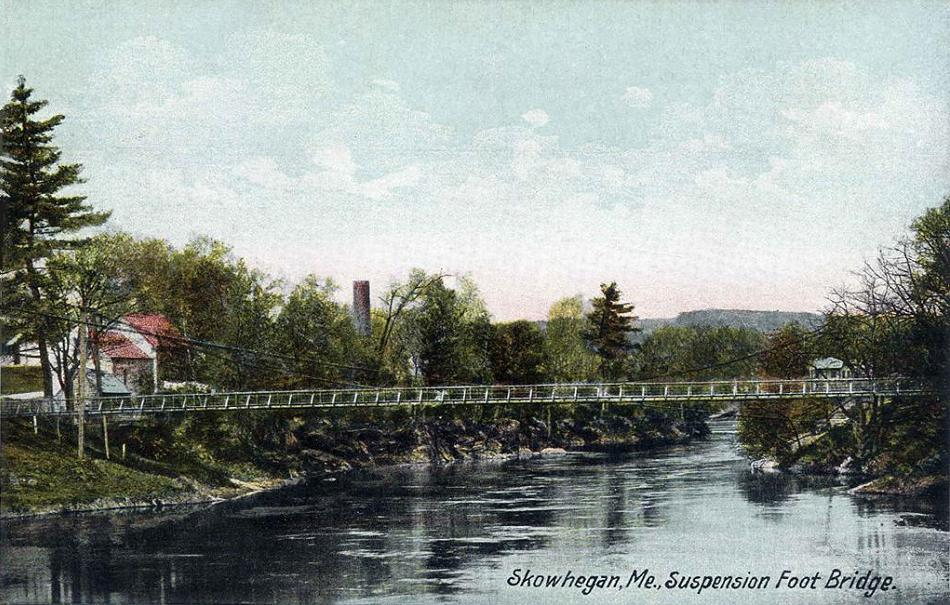
Brug
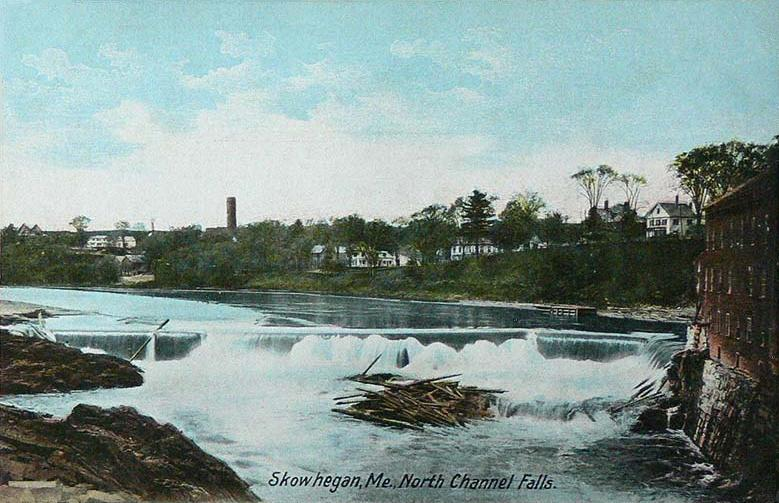
Waterval